# Sporophile perroquet
Sporophila peruviana
Espèce
Statut de conservation UICN

 LC  : Préoccupation mineure
Le Sporophile perroquet (Sporophila peruviana) est une espèce de passereaux appartenant à la famille des Thraupidae.

## Répartition
On le trouve en Équateur et au Pérou.

## Habitat
Il habite les zones de broussailles tropicales et subtropicales.

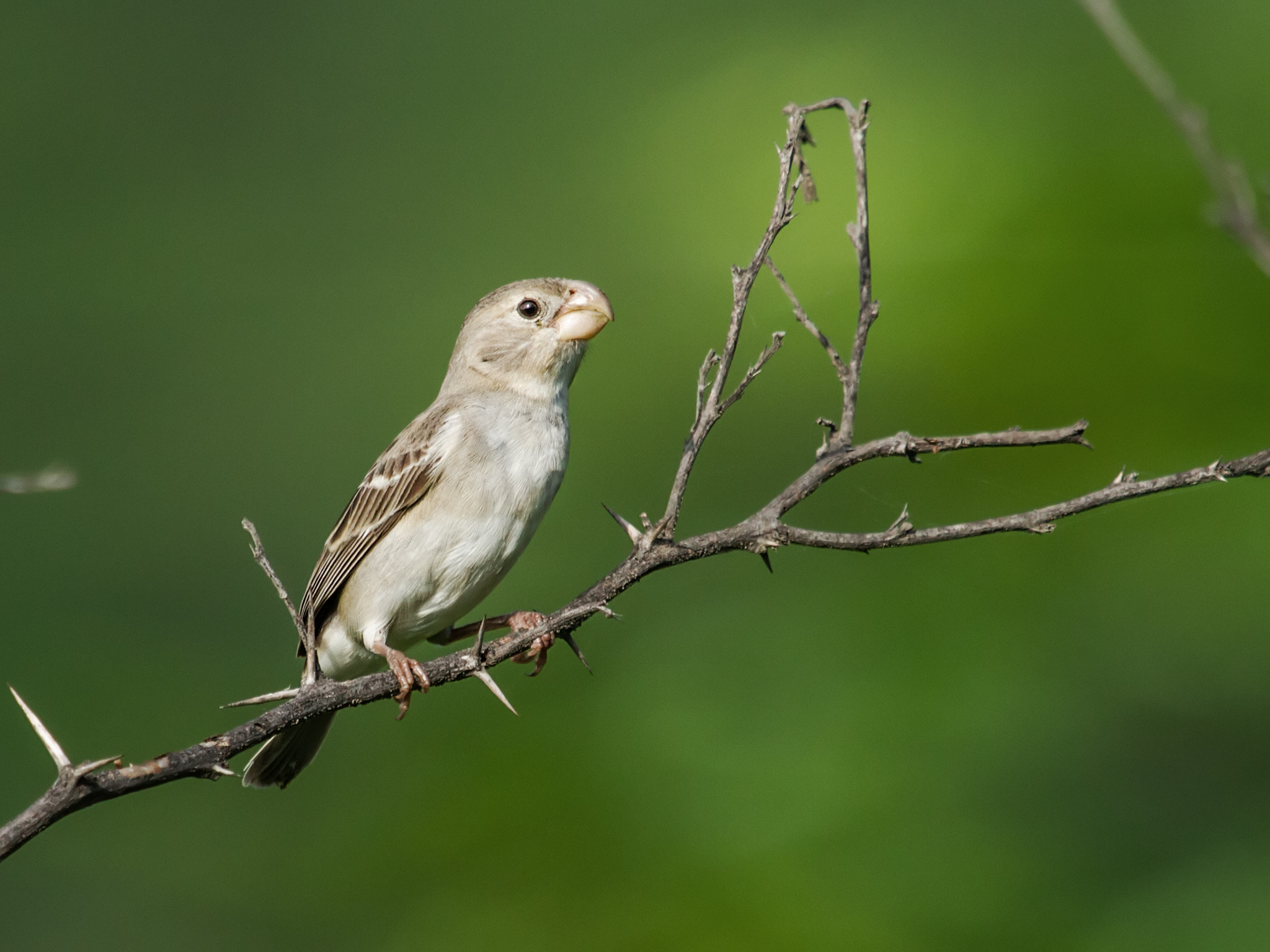
Femelle

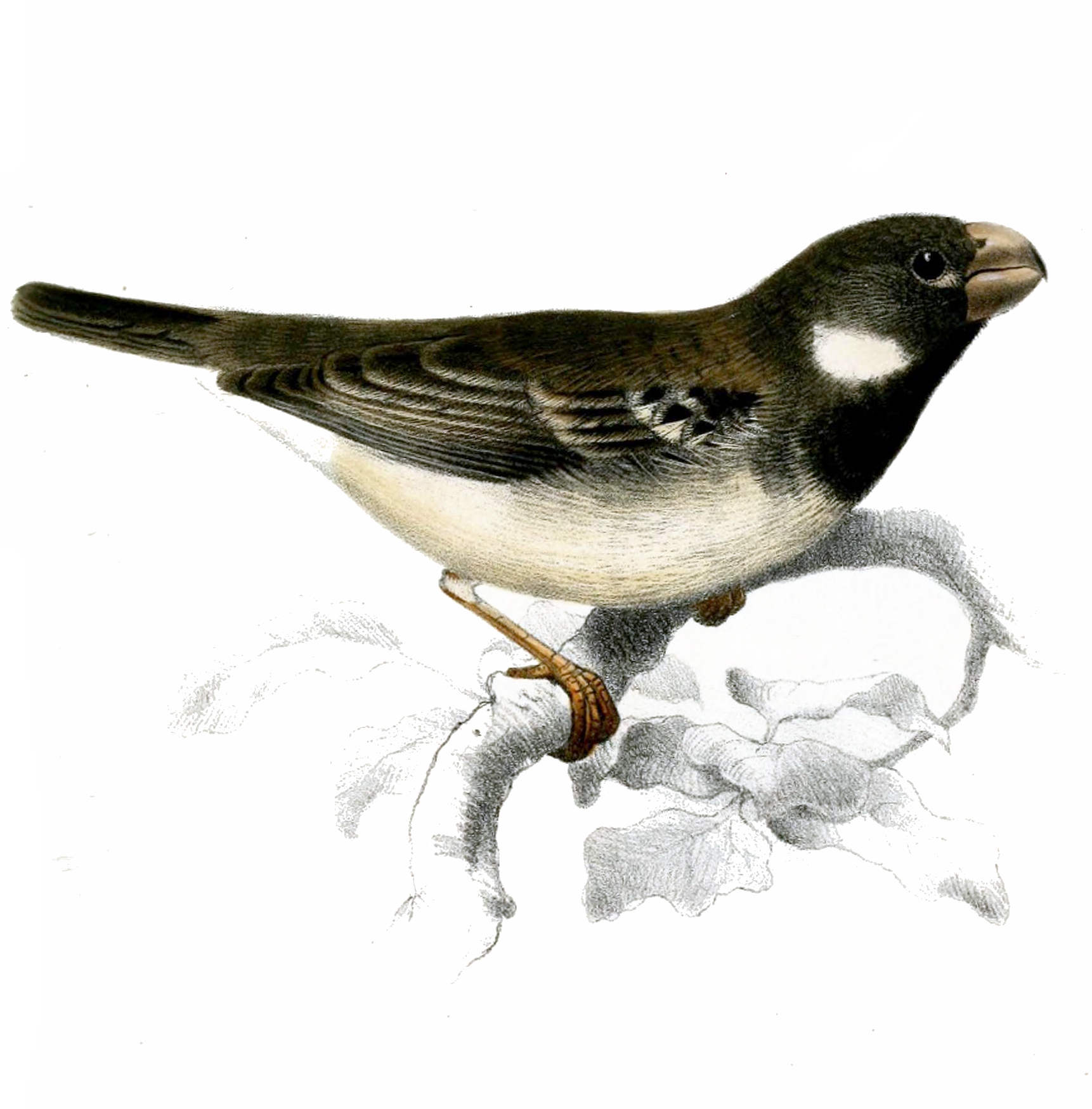
Un mâle dessiné par Joseph Smit